# Port lotniczy Tshimpi
Port lotniczy Tshimpi (IATA: MAT, ICAO: FZAM) – port lotniczy położony w Matadi, w Kongu Środkowym, w Demokratycznej Republice Konga.